# Jawczyce (województwo małopolskie)
Jawczyce – wieś w Polsce, położona w województwie małopolskim, w powiecie wielickim, w gminie Biskupice. Znajduje się na Pogórzu Wielickim w dolinie dopływu potoku Królewskiego, przy drodze wojewódzkiej nr 966 z Gdowa do Krakowa.
W latach 1954–1960 wieś należała i była siedzibą władz gromady Jawczyce, po jej zniesieniu w gromadzie Trąbki, a po zniesieniu tej od 1969 r. w gromadzie Przebieczany. W latach 1975–1998 miejscowość administracyjnie należała do województwa krakowskiego.
| SIMC    | Nazwa     | Rodzaj    |
| ------- | --------- | --------- |
| 0315011 | Kępie     | część wsi |
| 0315028 | Leśniówka | część wsi |
| 0315034 | Pod Lasem | część wsi |
| 0315040 | Pod Wolę  | część wsi |
| 0315057 | Podsojka  | część wsi |
| 0315063 | Surówki   | część wsi |
| 0315070 | Za Górą   | część wsi |

## Zarys historii
Około 1400 roku właścicielem Jawczyc wraz z żoną Jadwigą był Jan Bona Junta, podżupek wielicki i bocheński w latach 1410–1415 i żupnik w latach 1416–1417. Następcą jego był syn Franciszek Junta z Kwaczy – wójt myślenicki. W 1449 roku właścicielem był Knith Janusz z Jawczyc, który z klasztorem na Zwierzyńcu zamienił młyn na Półwsi Zwierzynieckiej za ogrody i stawy, a około 1470 r. z racji żony Zawisza z Borzychowic herbu Róży. Wieś posiadała siedem i pół łanów kmiecych, jedną karczmę, cztery zagrody. Z tych wszystkich pól należała się dziesięcina snopowa i z konopi – cztery kity o określonej wartości sześciu grzywien na rzecz Ołtarza św. Małgorzaty. W XVI w. właścicielami byli Lubomirscy – Mikołaj Dymitr Lubomirski w 1547 r. stryjeczny brat Stanisława Lubomirskiego z Lubomierza. W latach 1650– 1680 Jawczyce były własnością Stanisława Samuela Kalinowskiego, łowczego podlaskiego. Następcą jego był Stanisław Trzebieniecki, a w 1772 r. Borkowski, kapitan wojska polskiego.
W latach 1848–1855 w skład pozostawionej przez hr. Stanisława Ankwicza, zmarłego 1840 roku, syna Jana Kantego i Kunegundy z Ankwiczówniego, masy spadkowej wchodziło jednowioskowe dominium Jawczyce w cyrkule bocheńskim.
W lesie na południe od wsi znajduje się zespół kurhanów z zespołu kultury pucharów lejkowatych.